# Ivan Basso
Ivan Basso (1977. november 26. –) olasz profi kerékpáros. 2006-ban és 2010-ben megnyerte a Giro d’Italiá-t, 2007-től, doppingszerek használata miatt két évre eltiltották. 2015 júliusában bejelentette, hogy egy sérülése utáni vizsgálat hererákot mutatott ki a szervezetében.

## Sikerei
| 1998 - U23-as Országúti Világbajnokság mezőnyversenye - U23-as Világbajnok 2002 - Fassa Bortolo - Tour de France - 11., Összetett versenyben - 25 éven aluliak verseny győztese 2003 - Fassa Bortolo - Tour de France - 7., Összetett versenyben 2004 - CSC-Riis Cycling - Tour de France - 3., Összetett versenyben - 1., 12. szakasz - 2., 13. szakasz - 2., 15. szakasz - Giro dell'Emilia - 1. hely 2005 - CSC-Riis Cycling - Giro d’Italia - 28., Összetett versenyben - 1., 17. szakasz - 1., 18. szakasz - 2., 8. szakasz - 2., 11. szakasz - Tour de France - 2., Összetett versenyben - 3., 14. szakasz - Danmark Rundt - Összetett verseny győztese - Pontverseny győztese - 1., 1. szakasz - 1., 2. szakasz - 1., 3. szakasz - 1., 5. szakasz (Egyéni időfutam) 2006 - CSC-Riis Cycling - Critérium International - Összetett verseny győztese - 1., 2. szakasz - Giro d’Italia - Összetett verseny győztese - 1., 5. szakasz (Csapatidőfutam) - 1., 8. szakasz - 1., 16. szakasz - 1., 20. szakasz - 2., 11. szakasz (Egyéni időfutam) - 2., 13. szakasz - 2., 17. szakasz | 2009 - Liquigas - Tirreno-Adriatico - 5., Összetett versenyben - Giro del Trentino - Összetett verseny győztese - Giro d’Italia - 4., Összetett versenyben - Vuelta a Espana - 4., Összetett versenyben 2010 - Liquigas-Doimo - Giro d’Italia - Összetett verseny győztese - 1., 4. szakasz (Csapatidőfutam) - 1., 15. szakasz - 2., 14. szakasz - 2., 19. szakasz - 3., 20. szakasz 2011 - Liquigas-Cannondale - Tirreno-Adriatico - 4., Összetett versenyben - GP di Lugano - 1. hely - Volta a Catalunya - 7., Összetett versenyben - Tour de France - 8., Összetett versenyben |

## Lásd még
- Doppingvétség miatt eltiltott sportolók listája